# تشيلك (مقاطعة دهغلان)
تشيلك (بالفارسية: چیلک) هي قرية تقع في قسم قوري تشاي الريفي (مقاطعة دهغلان) في إيران. يقدر عدد سكانها بـ 167 نسمة بحسب إحصاء 2016.